# 琴江镇
琴江镇，是中华人民共和国江西省赣州市石城县下辖的一个乡镇级行政单位。

## 行政区划
琴江镇下辖以下地区：
琴江社区、东城社区、城南社区、莲城社区、城北社区、角头街社区、花坪社区、桂花社区、金华社区、兴隆村、西外村、梅福村、仙源村、温坊村、建上村、前江村、江背村、大畲村、花园村、古樟村、濯坑村、汉坑村、杉柏村、沙塅村、睦富村、坝口村、湖下村、琴口村、沔坊村、何坑村、宜福村、小别村、长乐村、长天村、桐坪村和丘坊村。